# Winkel (Eifel)
Winkel település Németországban, Rajna-vidék-Pfalz tartományban. Lakosainak száma 146 fő (2023. december 31.).

## Népesség
A település népességének változása:
| Lakosok száma | 171  | 135  | 136  | 139  | 148  | 146  |
|               | 1975 | 2017 | 2019 | 2021 | 2022 | 2023 |

## Látnivalók

### Kulturális emlékek Niederwinkel
A Szent Apollónia katolikus fióktemplom, háromtengelyes csarnoképület a 18. századból, 1934-ben újították fel.

St. Apollonia
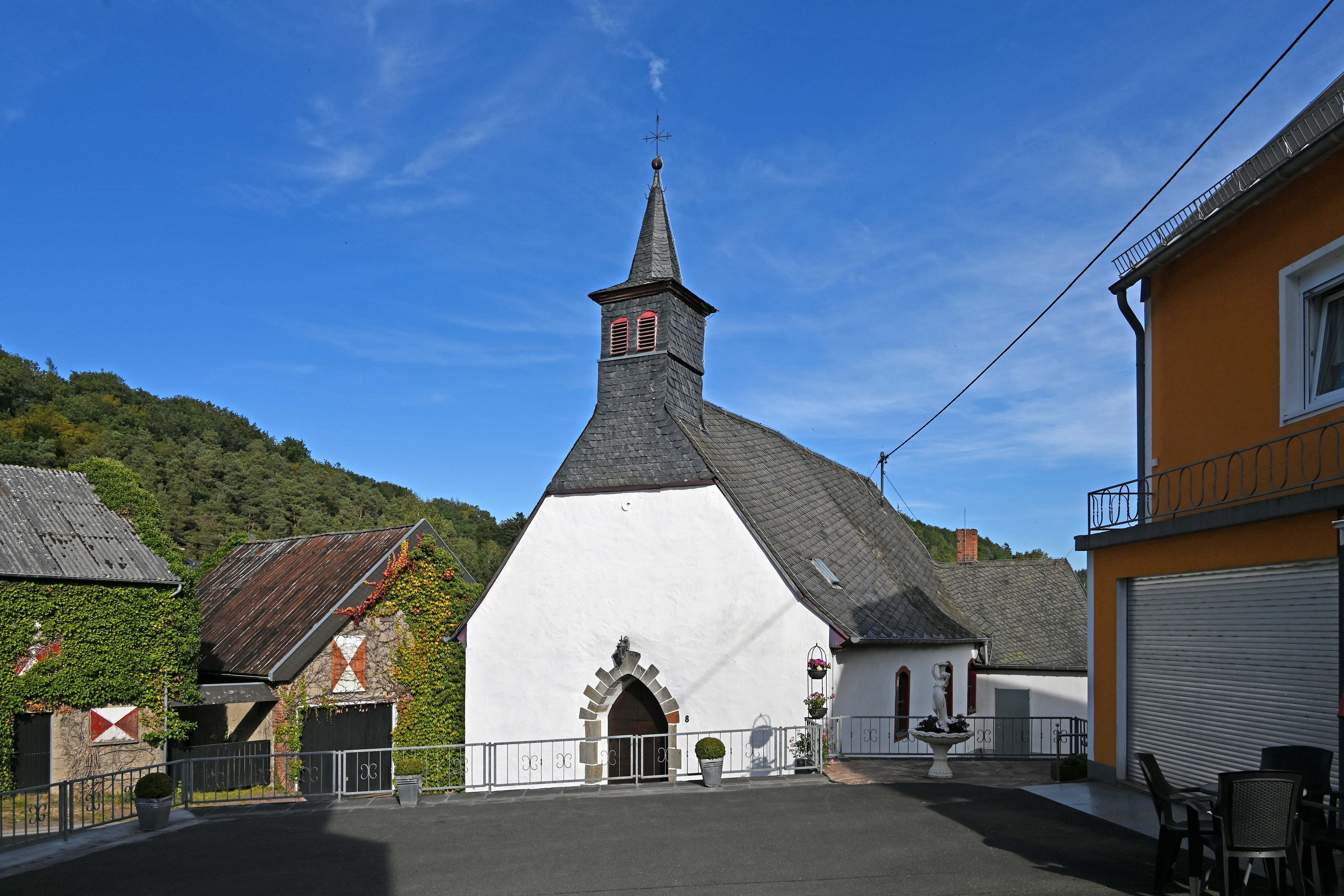
A kápolna
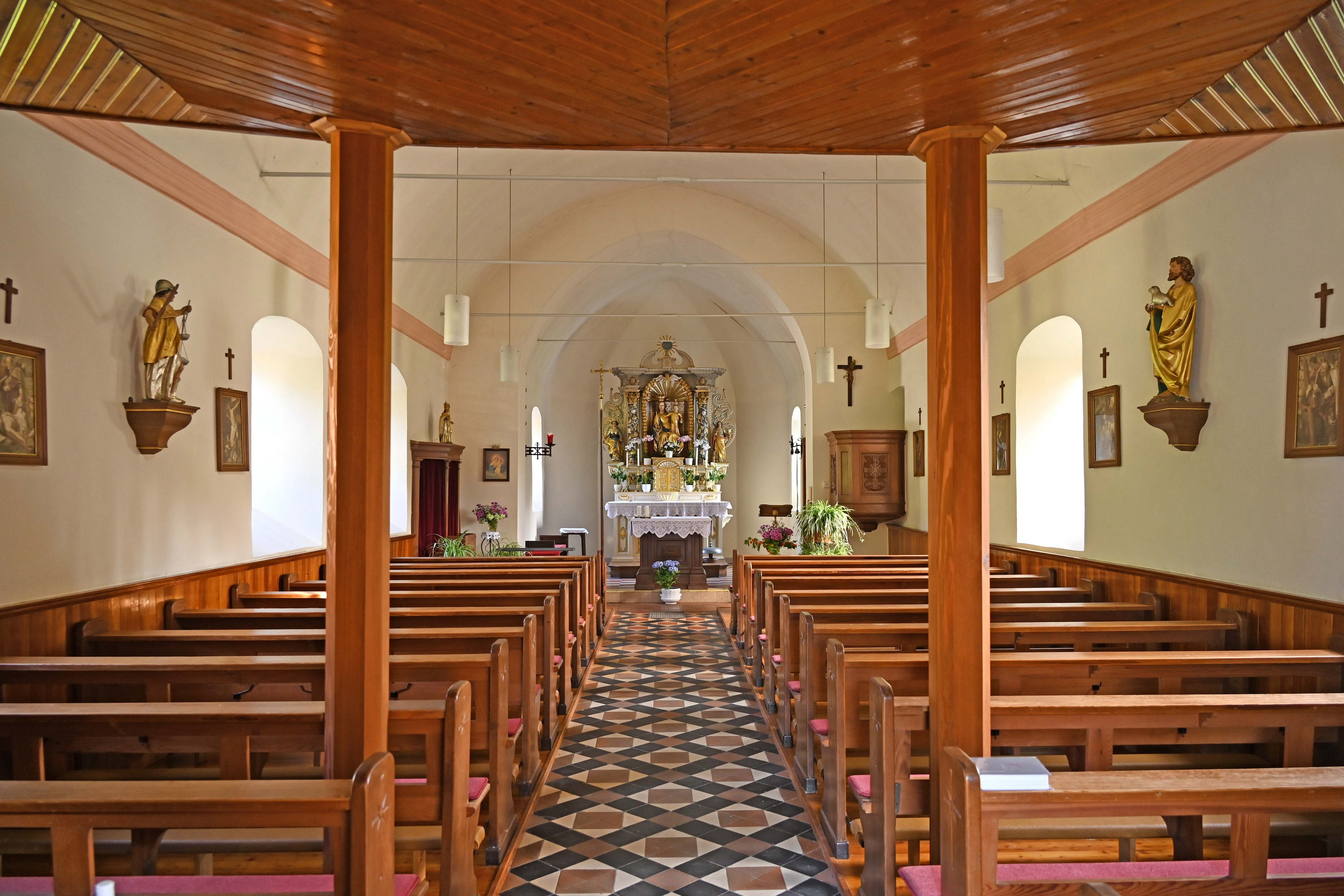
Belső tér
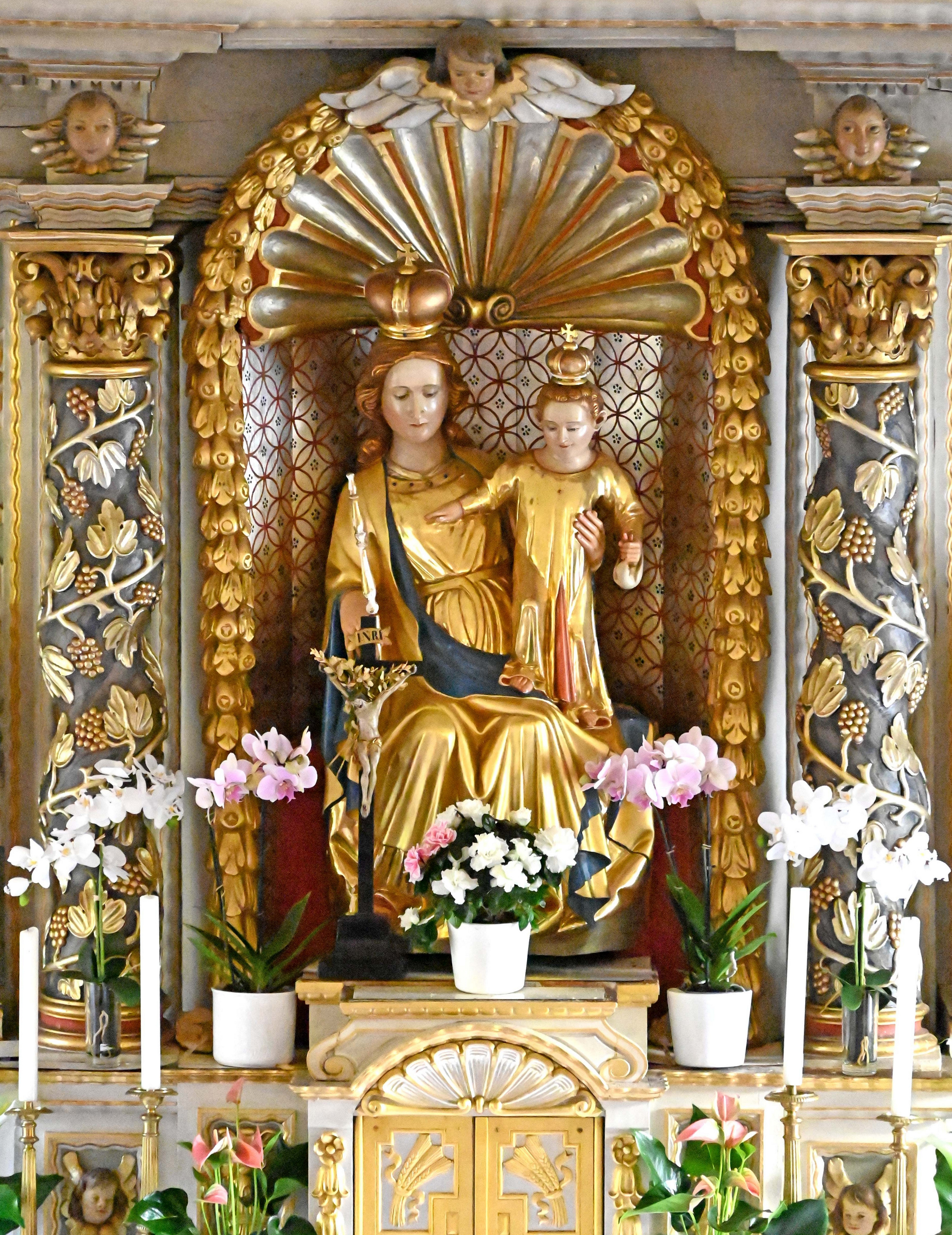
A főoltár
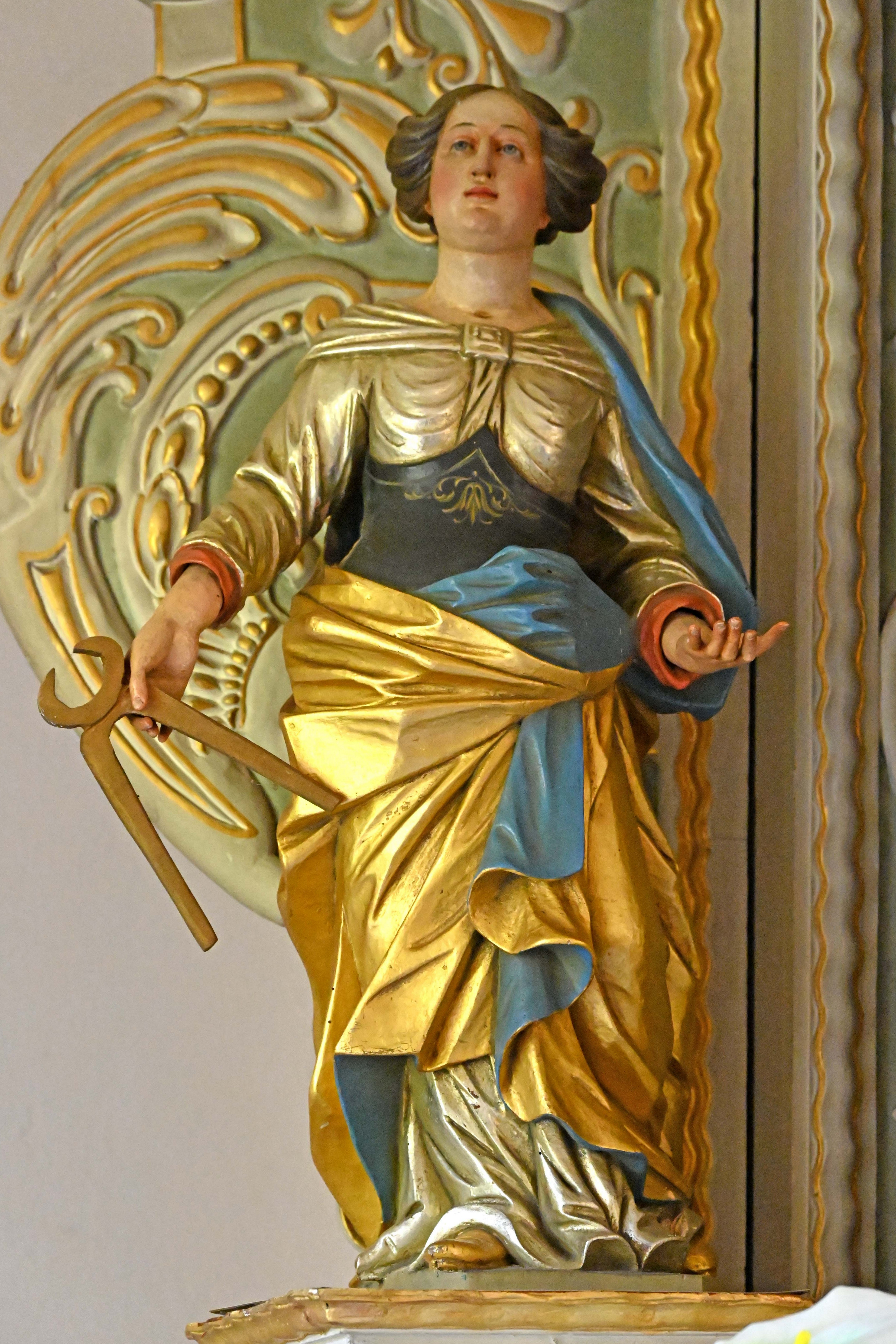
Szent Apollónia szobra